# Insentiraja laxipella
Insentiraja laxipella är en rockeart som först beskrevs av Yearsley och Last 1992.  Insentiraja laxipella ingår i släktet Insentiraja och familjen egentliga rockor. IUCN kategoriserar arten globalt som otillräckligt studerad. Inga underarter finns listade i Catalogue of Life.